# Shimamura Shun’ichi

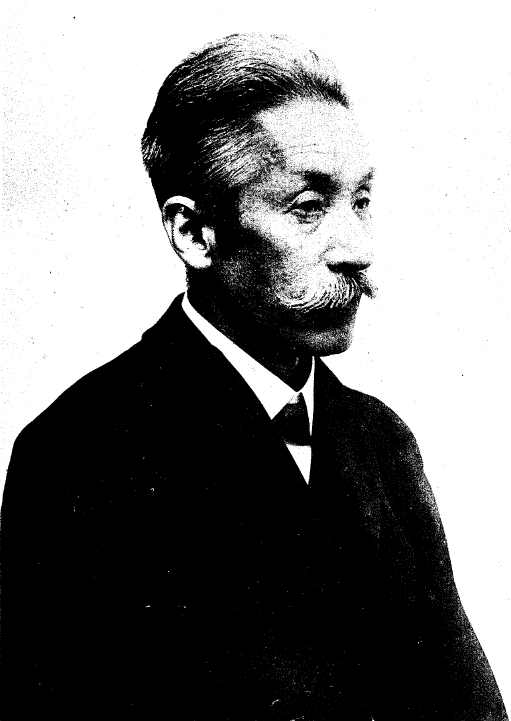
Shimamura Shun’ichi

Shimamura Shun’ichi (japanisch 島邨 俊一; geboren 24. Januar 1862 in Tōkyō; gestorben 11. März 1923) war ein japanischer Neurologe während der Meiji- und Taishō-Zeit. Da er Tagebuch geführt hat, wissen wir über sein Leben ziemlich gut Bescheid.

## Leben und Werk
Shimamura wurde in Edo, dem heutigen Tōkyō, als Sohn der Familie Nakamura geboren. Er studierte Medizin an der Kaiserlichen Universität in Tōkyō, heiratete 1885 die Pflegetochter des Arztes Shimamura Teiho (島村 鼎甫) und nahm dessen Familienname an. Nach Abschluss des Grund-Studiums 1887 bildete er sich weiter unter Sakaki Hajime (榊 俶; 1857–1897), der sich von 1882 bis 1886 in Deutschland aufgehalten hatte und in Kyōto Geisteskranke behandelte. 1891 wurde Shimamura beauftragt, in der Präfektur Shimane dem Fuchs-Aberglauben nachzugehen. Er beschäftigte sich damit vom 1. Juli bis 2. September in der Präfektur und stellte einen Bericht mit dem Titel Shimane-kenka kitsune-tsuki-byō torishirabe hōkoku (島根県下狐憑病取調報告) zusammen. Basil Hall Chamberlain erwähnt Shimamura in seinem Buch „Things Japanese“ mit seinen Forschungen zum Fuchswahn, insbesondere auf den Oki-Inseln.
Ende 1891 reiste Shimamura auf eigene Kosten nach Europa, um sich in Berlin weiter zu bilden. Die Reise führte ihn zuerst kurz nach Paris und dann nach Berlin, wo er sich zwei Jahre zur Weiterbildung aufhielt. Während dieser Zeit besuchte er auch Halle, Jena, Würzburg, Heidelberg und andere Orte. In Berlin traf er auf Friedrich Jolly, Emanuel Mendel, Karl Moeli, Ernst Siemeling (1857–1931), Hermann Oppenheim, Ernst Julius Remak, Albert Eulenburg, Erwin von Leyden (1831–1910), Rudolf Virchow, Wilhelm Sander, Wilhelm von Waldeyer-Hartz. Zum Schluss war er noch in Wien, wo er Richard von Krafft-Ebing, Julius Wagner-Jauregg, Heinrich Obersteiner und Hermann Nothnagel traf.
1894 kehrte er von Genua mit dem Reichspostdampfer Bayern nach Japan zurück, zusammen mit den Medizinern Torii Shin’yō (鳥居 春洋), Yamane Gensaku (山根 元策) und Ogata Keijirō (緒方 銈次郎). Nach seiner Rückkehr wurde er Professor an der Medizinschule der Präfektur Kyōto (京都府立医学校, Kyōto Furitsu Igakkō) später auch des dazu gehörenden Krankenhauses. Als 1899 die zwei Jahre vorher gegründete Universität Kyōto eine medizinische Fakultät erhielt, war die Existenz der Medizinschule gefährdet, aber Shimamura gelang es, die Medizinschule zu sichern. 1906 wurde er zum Doktor der Medizin promoviert, erkrankte aber 1908 durch Überarbeitung. 1910 legte er die Leitung sowohl des Krankenhauses als auch der Ausbildungsstätte in Kyōto nieder. 1917 wurde er mit einer Bronzestatue geehrt, die erhalten ist: sie steht heute vor der Bibliothek der zur Universität (京都府立医科大学, Kyōto Furitsu Ikadaigaku) aufgewerteten Ausbildungsstätte.
Die Schriftstellerin Christine Wunnicke hat die Lebensgeschichte frei zu einem Roman gestaltet, der 2015 erschienen ist.